# Encarsia citrella
Encarsia citrella är en stekelart som först beskrevs av Howard 1908.  Encarsia citrella ingår i släktet Encarsia och familjen växtlussteklar. Inga underarter finns listade i Catalogue of Life.